# Movimiento Reformador (Bélgica)
El Movimiento Reformador (en francés: Mouvement réformateur) es una organización política belga formada en marzo del 2002 como resultado de la unión del Movimiento de los Ciudadanos para el Cambio, el Partido Reformista Liberal y el Frente Democrático de los Francófonos, todos partidos centristas liberales de las zonas francófonas de Bélgica (Valonia y Bruselas), donde es actualmente la primera fuerza política. En el total federal, es la segunda fuerza, solo superada por los Cristianodemócratas y Flamencos.

## Resultados electorales

### Elecciones federales
| Año  | Votos        | %     | Resultado | +/-         | Gobierno  |
| ---- | ------------ | ----- | --------- | ----------- | --------- |
| 1995 | 623.250 (#5) | 10,30 | 18/150    | 5a          | Oposición |
| 1999 | 630.219 (#4) | 10,14 | 18/150    | Sin cambios | Coalición |
| 2003 | 748.954 (#6) | 11,40 | 24/150    | 6           | Coalición |
| 2007 | 835.073 (#2) | 12,52 | 23/150    | 1           | Coalición |
| 2010 | 605.617 (#4) | 9,28  | 18/150    | 5           | Coalición |
| 2014 | 650.290 (#5) | 9,64  | 20/150    | 2           | Coalición |
| 2019 | 512.825 (#7) | 7,56  | 14/150    | 6           | Coalición |
| 2024 | 716.934 (#3) | 10,26 | 20/150    | 6           | Coalición |

a Respecto a la suma de los escaños obtenidos por el Partido Liberal Reformista y el Frente Democrático de los Francófonos.

### Elecciones al Parlamento de Valonia
| Año  | Votos        | %     | Resultado | +/- | Gobierno              |
| ---- | ------------ | ----- | --------- | --- | --------------------- |
| 1995 | 447.542 (#2) | 23,67 | 19/75     |     | Oposición             |
| 1999 | 470.454 (#2) | 24,69 | 21/75     | 2   | Coalición             |
| 2004 | 478.999 (#2) | 24,29 | 20/75     | 1   | Oposición             |
| 2009 | 469.792 (#2) | 23,14 | 19/75     | 1   | Oposición             |
| 2014 | 546.372 (#2) | 26,69 | 25/75     | 6   | Oposición (2014-2017) |
| 2014 | 546.372 (#2) | 26,69 | 25/75     | 6   | Coalición (2017-2019) |
| 2019 | 435.878 (#2) | 21,42 | 20/75     | 5   | Coalición             |
| 2024 | 612.010 (#1) | 29,58 | 26/75     | 6   | Coalición             |

### Elecciones al Parlamento de Bruselas-Capital
| Año  | Votos        | %     | Resultado | +/- | Gobierno  |
| ---- | ------------ | ----- | --------- | --- | --------- |
| 1995 | 144.478 (#1) | 34,98 | 28/75     | 1b  | Coalición |
| 1999 | 146.845 (#1) | 32,71 | 27/75     | 1   | Coalición |
| 2004 | 127.122 (#2) | 28,01 | 25/89     | 2   | Oposición |
| 2009 | 121.905 (#1) | 26,46 | 24/89     | 1   | Oposición |
| 2014 | 94.243 (#2)  | 20,37 | 18/89     | 6   | Oposición |
| 2019 | 65.502 (#3)  | 14,29 | 13/89     | 5   | Oposición |
| 2024 | 101.157 (#1) | 26,0  | 20/89     | 7   |           |

b Respecto a la suma de los escaños obtenidos por el Partido Liberal Reformista y el Frente Democrático de los Francófonos.